# ریوجو ناگایاما
ریوجو ناگایاما (انگلیسی: Ryuju Nagayama؛ زادهٔ ۱۵ آوریل ۱۹۹۶) جودوکار اهل ژاپن است.